# Дуглас, Барри (пианист)
Ба́рри Ду́глас (англ. Barry Douglas; род. 23 апреля 1960, Белфаст) — британский (североирландский) пианист.

## Биография
Обучался игре на фортепиано, виолончели, кларнете и органе в Белфастской школе музыки, затем в Лондоне в Королевском музыкальном колледже у Джона Барстау и частным образом у Марии Курчо, ученицы Артура Шнабеля; совершенствовался в Париже у Евгения Малинина. Дуглас дебютировал с сольным концертом в Лондоне в 1981 году, а через некоторое время — в Карнеги-холле в Нью-Йорке. В 1985 году Дуглас занял третье место на конкурсе Вана Клиберна в Техасе, а год спустя получил мировую известность, победив на восьмом Конкурсе имени Чайковского в Москве. С этого времени Дуглас ведёт активную концертную и преподавательскую деятельность, делает записи, выступает в качестве дирижёра. В 1998 году основал оркестр «Камерата Ирландия», является его руководителем.
Художественный руководитель Международного фортепианного фестиваля в Манчестере и Клэндбойского фестиваля.
В 1988 году Дуглас снялся в фильме «Мадам Сузацка» в одной из ролей второго плана. Самому пианисту посвящён документальный фильм Би-Би-Си «Белфастская рапсодия».

### Семья
Женат, трое детей.

## Творчество
Основа репертуара Дугласа — масштабные работы Листа, Брамса, Чайковского, Рахманинова, Прокофьева. Его исполнение отличается глубиной мысли, динамизмом и хорошим чувством формы. Среди его записей — «Картинки с выставки» Мусоргского, пять фортепианных концертов Бетховена, концерт «Воскресение» Кшиштофа Пендерецкого, премьеру второй редакции которого он осуществил.

### Участие в конкурсах
- VII Международный конкурс имени П. И. Чайковского (1982; первый тур)
- 5-я премия Международного конкурса пианистов имени А. Рубинштейна (1983)
- 3-я премия Международного конкурса имени В.Клиберна (1985)
- 1-я премия конкурса им. Паломы О’Ши (Сантандер, Испания)
- 1-я премия VIII Международного конкурса имени П. И. Чайковского (1986)

## Награды
- Офицер (2002) и командор (2021) ордена Британской империи
- почётный доктор Королевского университета Белфаста
- почётный профессор Лондонского Королевского музыкального колледжа
- почётный доктор музыки Национального университета Ирландии (Мэйнус), университета Вайоминга (США).